# Zemgales Olimpiskais Centrs
El Zemgales Olimpiskais Centrs (en español: Centro Olímpico Zemgale) es un estadio deportivo multifuncional ubicado en la ciudad de Jelgava, Letonia. La inauguración tuvo lugar el 2 de septiembre de 2010 con un partido amistoso entre los clubes de fútbol FK Jelgava y Blackpool FC.
El Centro Olímpico contiene varios campos deportivos, el estadio de fútbol cuenta con una capacidad para 1.560 asientos y sirve como sede del club de fútbol FK Jelgava de la Virslīga la máxima categoría del fútbol en Letonia. El pabellón de baloncesto para 1.484 asientos y 2.064 con asientos adicionales, es la sede del club de baloncesto "BK Jelgava".
El complejo cuenta además con una pista de atletismo, canchas de fútbol con superficies naturales y un campo abierto de césped sintético, una cancha de voleibol de playa, cancha de tenis, una pista de ciclismo BMX, un pabellón multideportivo, salas de conferencias y locales de oficinas. El complejo deportivo se entregó íntegramente recién en 2012.
El estadio de fútbol ha albergado en dos ocasiones la final de la Copa de Letonia, en 2014 y 2019.

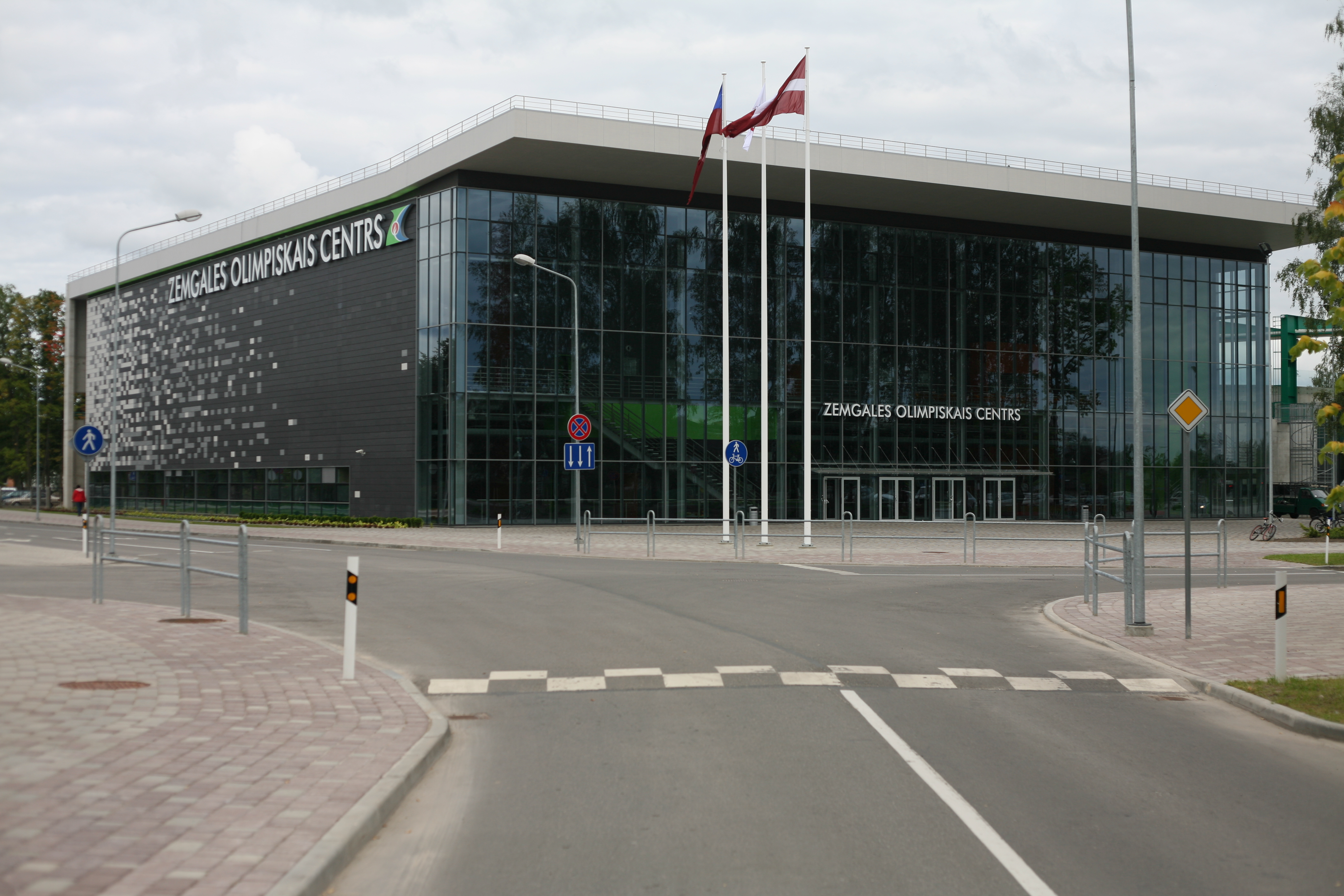
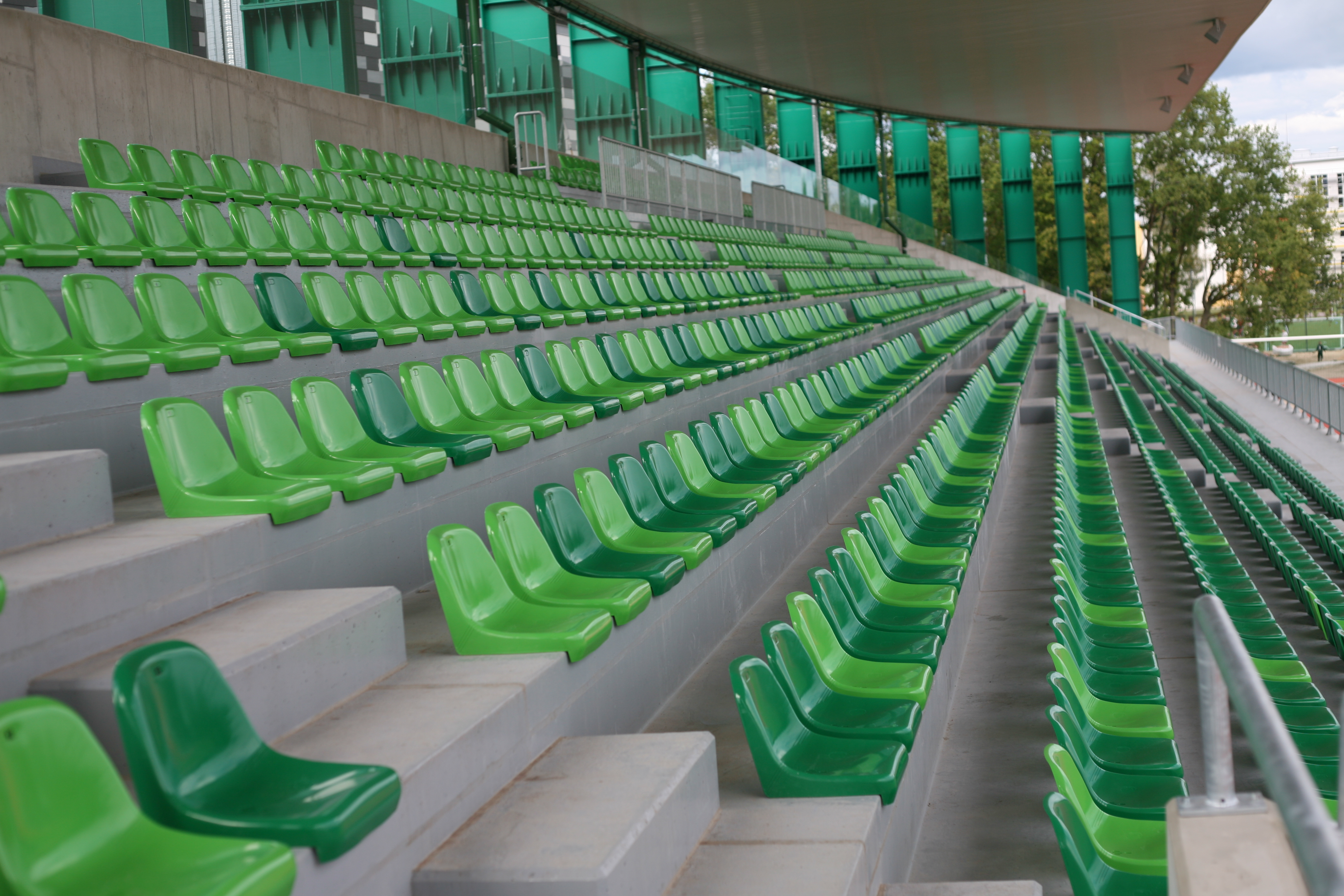
tribuna del estadio de fútbol